# Suchý led

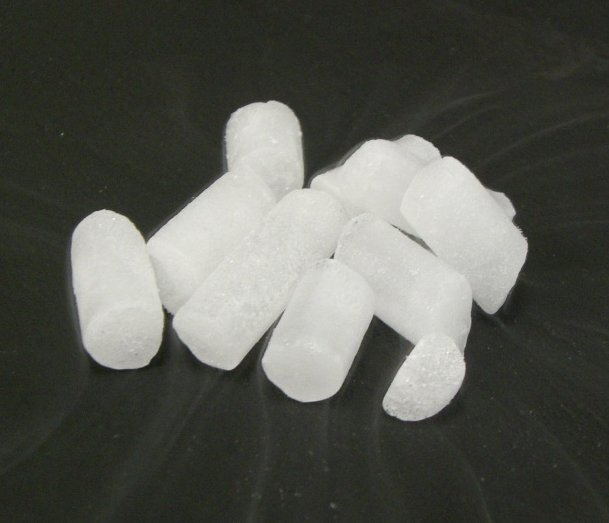
Granulky suchého ledu

Porovnání fázového diagramu oxidu uhličitého (červeně) a vody (modře)

Suchý led je zažitý název pevné formy oxidu uhličitého. Nejčastěji je používán jako všestranný ochlazovač. Suchý led sublimuje čili se při normálním atmosférickém tlaku mění z pevného skupenství na plynné bez přechodu na skupenství kapalné. Sublimační teplota je −78,5 °C. Jeho sublimační entalpie (ΔHsub) při −78,5 °C je 571 kJ/kg. Nízká teplota a přímá sublimace na plyn (který je zdravotně nezávadný – ale nedýchatelný, velké množství v uzavřené místnosti může vést k udušení) činí suchý led efektivním a často používaným ochlazovačem. Jeho teplota je nižší než teplota ledu a nezanechává vlhkost. V potravinářství se označuje také zkratkou E290.
Suchý led byl objeven v roce 1835 francouzským chemikem Adrienem-Jeanem-Pierrem Thilorierem.

## Výroba suchého ledu
Suchý led se vyrábí z plynného CO2 změnou tlaku.
- Na výrobu se používá vysoce koncentrovaný oxid uhličitý (CO2). Tento plyn je druhotným produktem při více chemických postupech – např. při výrobě amoniaku, dusíku ze vzduchu nebo velkoobjemové fermentaci.
- CO2 je stlačen a ochlazen tak, aby přešel do kapalného skupenství.
- Tlak kapalného CO2 se prudce sníží. Při tom se část CO2 vypaří, což způsobí prudký pokles teploty kapalného CO2. Extrémní ochlazení vytvoří z kapaliny sněhovitou hmotu pevného skupenství CO2 – suchý led.
- Sníh z CO2 se pomalu stlačí do malých peletek (granulí), nebo bloků pevného suchého ledu.

Suchý led se standardně vyrábí ve dvou formách: v blocích nebo peletkách (granulích). Standardní bloky váží okolo 30 kg a jsou nejběžnější vyráběnou formou. Používají se např. na chlazení na rybářských lodích, protože sublimují relativně pomalu (kvůli relativně malému povrchu). Peletky mají asi 1 cm v průměru. Tato forma se používá pro chlazení v malém – např. v potravinářském ambulantním prodeji, v laboratořích apod. Suchý led je relativně levný, jeho cena je přibližně 40 Kč/kg.

## Použití
Suchý led se obvykle přibaluje ke zboží, které musí zůstat chladné nebo zmrazené. Dále se využije tam, kde není možné použít standardní strojní chlazení, např. při pouličním prodeji zmrzliny. V medicíně se používá pro lokální zmrazování tkání, ve stavebnictví pro odstraňování glazur (zmrazením se rozmělní), ve strojírenství pro zmenšení rozměru kovových součástek před jejich montáží s přesahem, pro zmrazování kalů při jejich odstraňování, v laboratořích pro vytváření zmrazovacích roztoků a obecně na chlazení. Suchý led se dá použít na výrobu zmrzliny, při chlazení a sycení nápojů, např. piva nebo sodovky, či při přípravě míchaných (alkoholických) nápojů. Když se suchý led vloží do vody, sublimace akceleruje a vytváří se vodní mlha. Tento efekt se využívá ve strojích na výrobu „plíživé“ mlhy v divadlech, na diskotékách apod.
Jednou z metod využití suchého ledu je čištění (tryskání suchým ledem). Malé částečky suchého ledu se pomocí stlačeného vzduchu foukají proti znečištěnému povrchu. Takto se dají odstranit rezidua na průmyslových zařízeních, dále inkoust, lepidla, oleje, barvy, plísně a kaučuk. Tato metoda je alternativou k pískování, čištění horkou párou, tlakovou vodou i rozpouštědly, protože environmentální zátěž je velmi nízká. Tato metoda se dá použít také v potravinářském průmyslu.